# 中城 (下総国)
中城（なかじょう）は、千葉県香取郡多古町南中にあった日本の城。

## 歴史
永昌年間（1046-52年）に中村常方がこの城を築いて子孫に伝えたが、享徳・康正年間（1452-56年）に中村但馬守がここに居城していて、馬加氏に滅ぼされたという。谷を隔てた東方に監物山というところがあり、中村氏の家臣の属城があったと伝わっている。
一方、昭和3年（1928年）の「区長報告書」諏訪神社の項には、「往古千葉胤貞公が中村南中高台の一角へ城を構え中城と称す」と記されている。

## 構造
中村小学校の東方、借当川に開けた谷津に突き出た舌状台地に築かれている。台地頂部には平場が設けられ、主郭と考えられている。西側には土塁があり、東側の先端部を除き、周囲に腰曲輪が残っている。

## アクセス
- JR八日市場駅より成田駅行きJRバス　南中下車　徒歩10分